# Administration territoriale du Luxembourg

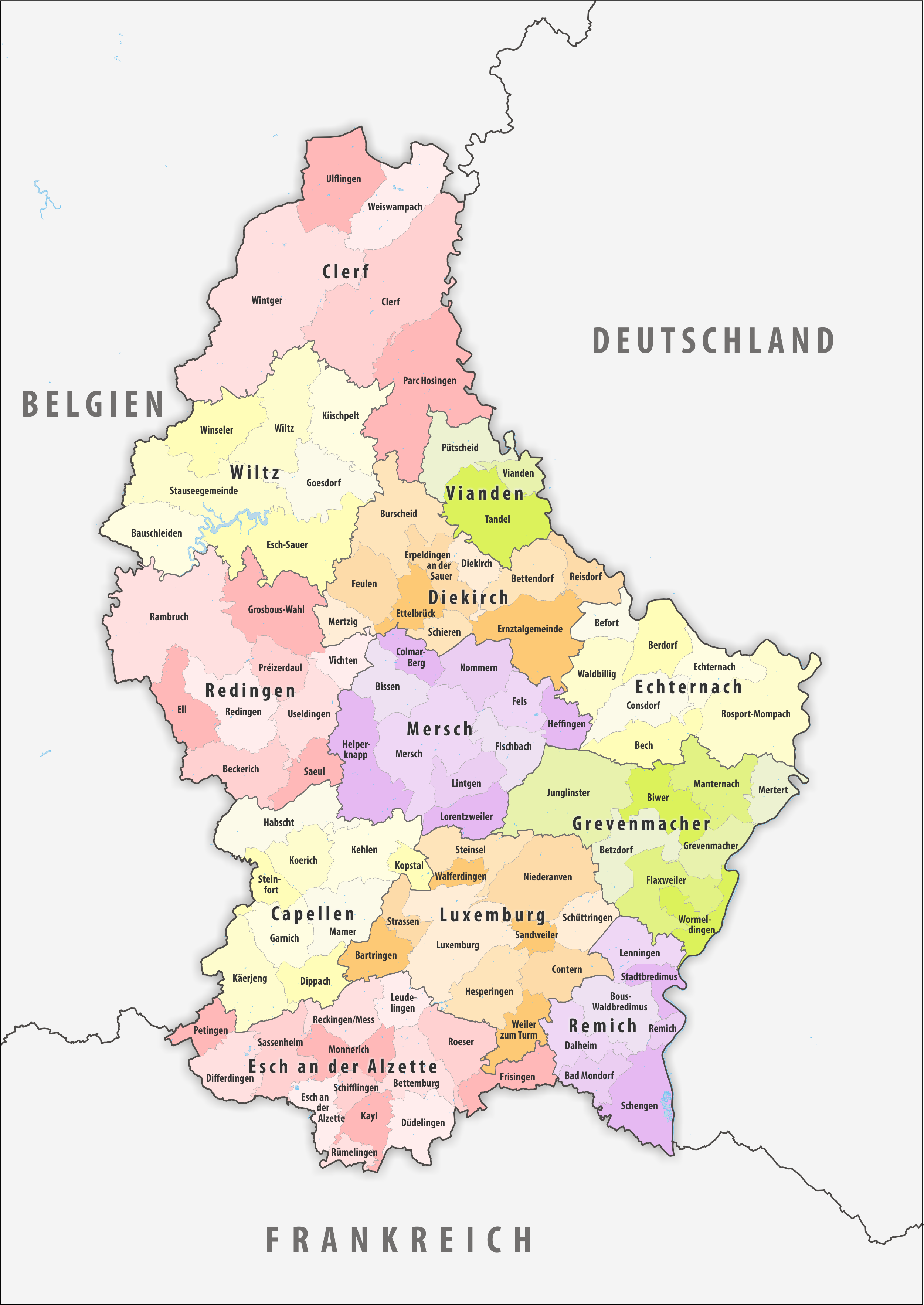
Découpage administratif du Luxembourg

L'organisation territoriale du Luxembourg est relativement simple de par la faible superficie du pays et se décompose principalement en douze cantons, 100 communes, deux arrondissements judiciaires et quatre circonscriptions électorales. 

## Subdivisions administratives

### Cantons
Depuis la suppression des districts en 2015, les douze cantons sont le premier niveau du découpage territorial du grand-duché. Ils n'ont pas de structure administrative propre et ont pour seuls buts d'assurer le découpage des arrondissements judiciaires et des circonscriptions électorales.

### Communes
Le Luxembourg est découpé en 100 communes depuis les dernières fusions opérées le 1er septembre 2023. Douze de ces communes ont le statut de ville, qui est principalement honorifique.
Le découpage interne à chaque commune, comme les 24 quartiers de Luxembourg, n'a pas d'existence administrative au niveau national. Les communes peuvent également mutualiser certaines compétences au sein de Syndicats intercommunaux.

## Autres subdivisions

### Arrondissements judiciaires
Il y a deux arrondissements judiciaires au Luxembourg, regroupant chacun six cantons et représentant le nord et le sud du pays.

### Circonscriptions électorales
Il y a quatre circonscriptions électorales au Luxembourg, regroupant de deux à cinq cantons, utilisées pour les élections législatives afin d'élire la Chambre des députés.